# St. Sebastian (Kleinhartpenning)

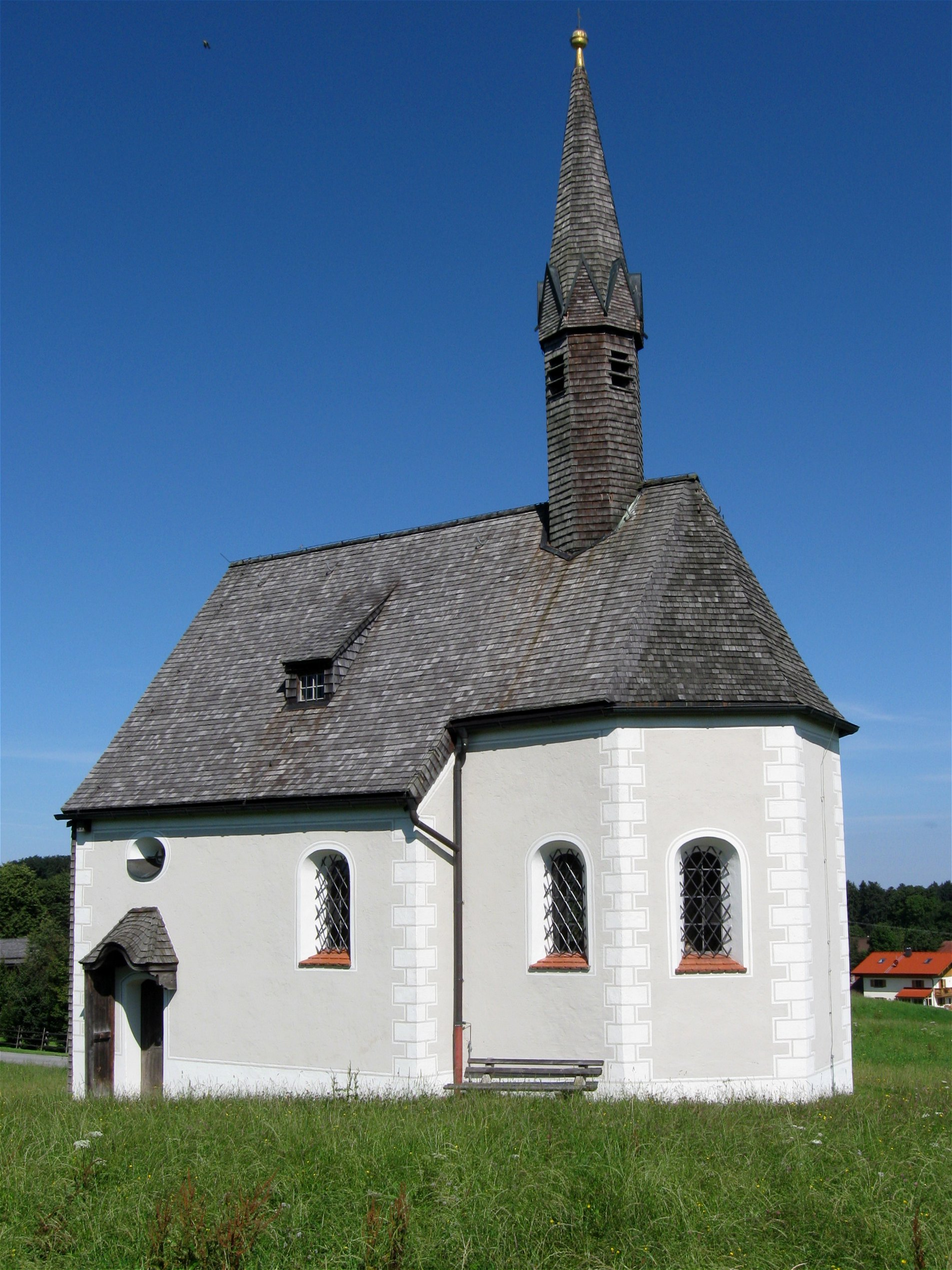
St. Sebastian in Kleinhartpenning

Innenraum

St. Sebastian ist der Name der römisch-katholischen Filialkirche von Kleinhartpenning, einem Gemeindeteil des Marktes Holzkirchen im oberbayerischen Landkreis Miesbach. Die Kirche ist in der Liste der Baudenkmäler in Holzkirchen (Oberbayern) als Nummer D-1-82-120-43 eingetragen. Sie gehört zum Dekanat Miesbach des Erzbistums München und Freising.

## Beschreibung
Das kleine Gebäude ist eine Saalkirche aus der ersten Hälfte des 17. Jahrhunderts. An das Langhaus schließt sich im Osten ein eingezogener, dreiseitig geschlossenet Chor an, auf dessen Dach ein achteckiger Dachreiter mit spitzem Helm sitzt.
Der Innenraum hat ein Stichkappengewölbe. Auf dem Altarretabel des um 1730 gebauten Hochaltars ist der heilige Sebastian dargestellt.